# Pieter van Laer

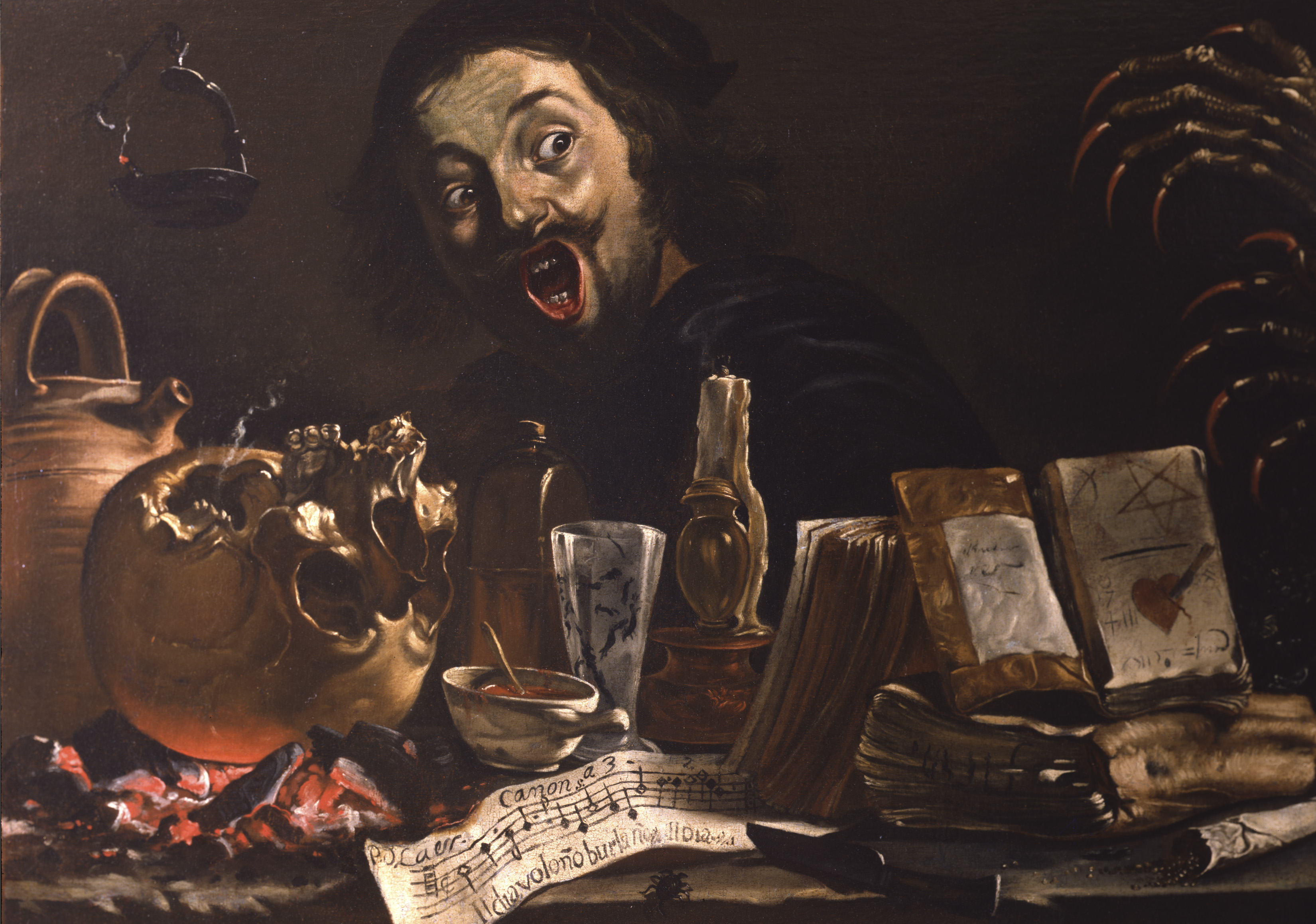
Cena Mágica com Autorretrato, c. 1635

Pieter Bodding van Laer (batizado em 14 de dezembro de 1599, em Haarlem - 1641 ou mais tarde) foi um pintor e gravurista holandês. Atuou em Roma por mais de uma década e era conhecido por cenas de gênero, pinturas de animais e paisagens situadas nos arredores de Roma.
Pieter van Laer foi um membro ativo da associação de artistas flamengos e holandeses em Roma, conhecida como Bentvueghels. Seu apelido nesse grupo (“nome dobrado”) era Il Bamboccio. O estilo de pintura de gênero que ele introduziu foi seguido por outros pintores do norte e da Itália. Esses seguidores ficaram conhecidos como os Bamboccianti e uma pintura nesse estilo como Bambocciata.. Pieter van Laer foi possivelmente um aluno de Esaias van de Velde em Haarlem. 
Com as obras que criou em Roma, Pieter van Laer deu início a um novo estilo de pintura de gênero. As pinturas nesse novo estilo foram batizadas de Bambocciate , em homenagem ao seu apelido. Ele se tornou a inspiração e o ponto focal em torno do qual artistas com ideias semelhantes se reuniram durante sua estada na Itália. Os primeiros Bamboccianti incluíam Karel Dujardin, Johannes Lingelbach e o francês Sébastien Bourdon. Outros Bamboccianti incluem também Jan Asselyn.
O biógrafo holandês Arnold Houbraken relatou que van Laer ficou deprimido no final de sua vida e cometeu suicídio por afogamento.
Pieter van Laer era um gravurista talentoso e produziu duas séries de gravuras de animais. Uma série de 8 placas de animais domésticos publicada em 1636 em Roma sob o título Vários animais foi dedicada a Don Ferdinando Afan de Ribera, vice-rei espanhol em Nápoles. Essa série de gravuras teve uma influência importante sobre o pintor holandês de animais Paulus Potter.